# 匪徒刑罚令
匪徒刑罚令（日語：匪徒刑罰令，ひとけいばつれい）为台湾总督府为镇压台湾人民的武装抗日活动，于1898年发布之法令。

## 概要
此“刑罰令”與普通法律上的刑法法條完全不同。此法令針對台灣人民的武装反抗，將反抗之人看作“匪徒”；而所謂的“匪徒”，是指不問目的是什麼，凡聚眾行使暴行或脅迫者，一概視為匪徒。根據這個刑罰令，匪徒首謀或指揮者處以死刑，附從者處以無期徒刑；但如果涉及到“對抗官吏、軍隊、破壞建築物、船車、橋梁、通訊設施、掠奪財物、強姦婦女”等情節，則不論首從，悉數處死，且未遂犯視同正犯。藏匿匪徒或幫肋匪徒逃脱者，也會被處以有期徒刑。